# Dianastraße (Nürnberg)
Dianastraße ist der Name des statistischen Bezirks 43 im Süden Nürnbergs. Er gehört zum Statistischen Stadtteil 4 “Südliche Außenstadt”.

## Geographie
Die Grenzen des statistischen Bezirks 43 bilden im Norden die Ulmenstraße, im Osten die Vogelweiherstraße, im Süden die Gleisanlagen des Rangierbahnhofs und im Westen der Frankenschnellweg. Der Bezirk besteht aus nur einem Distrikt, dem Distrikt 430 Dianastraße.

## Wohnanlage Dianastraße

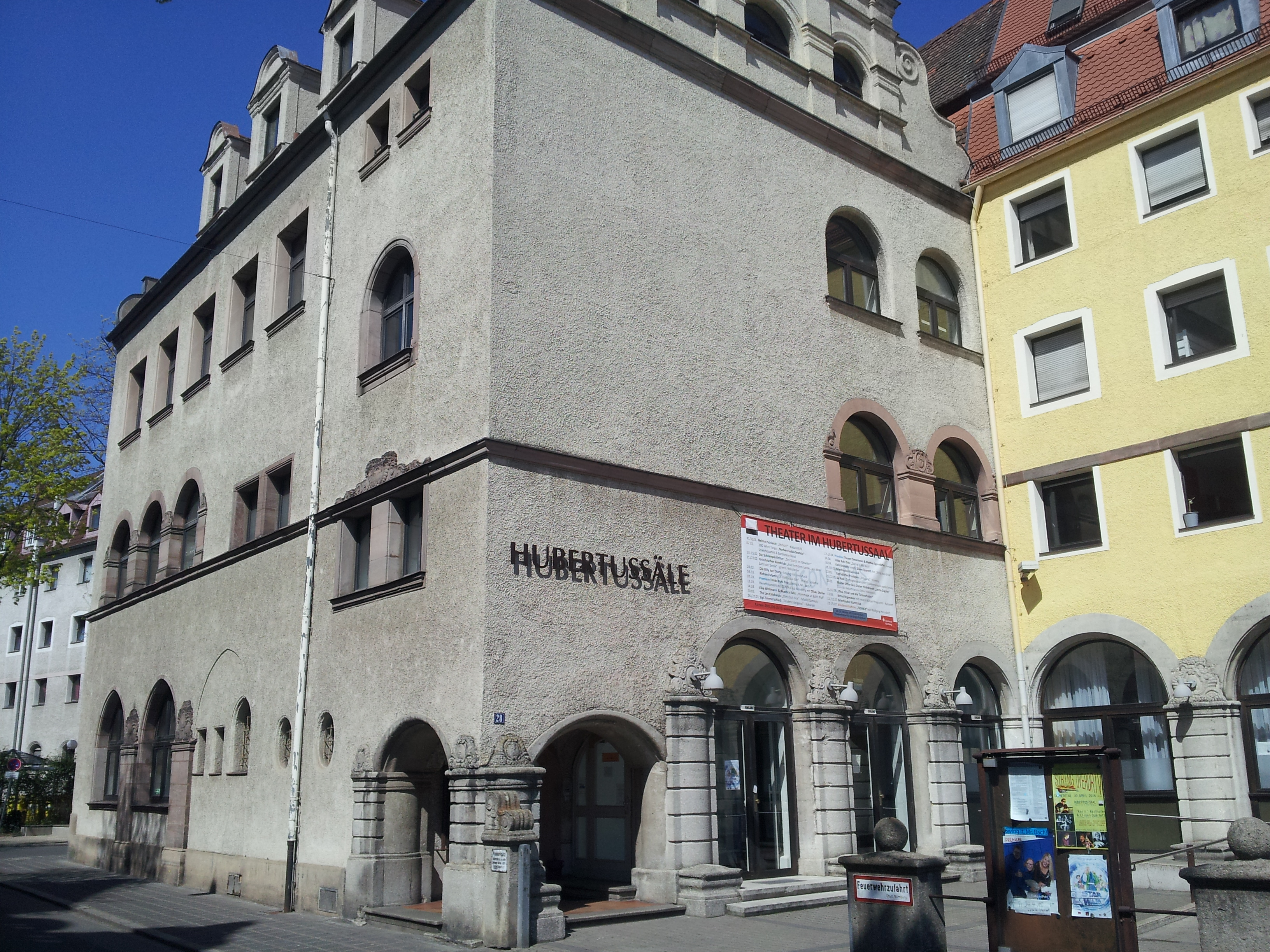
Hubertussäale

Um die Anfang des 20. Jahrhunderts herrschende Wohnungsnot zu lindern, wurde die Siedlung Dianastraße 26–66, nach Plänen von Ludwig Ruff erbaut. Die Wohnanlage wurde aufgrund der städtebaulichen und architektonischen Qualität mit einer Goldmedaille ausgezeichnet. Die einzelnen Wohnblöcke sind um durch Tordurchfahrten miteinander verbundene Innenhöfe herum angelegt. Neben kleinen Geschäften im Erdgeschoßbereich gehört ein Saalbau (Hubertussäale, Dianastraße 26/28) mit einer für Nürnberg seltenen, interessanten Spätjugendstilausstattung zu den Gemeinschaftsanlagen.

## Verkehr
Die Straßenbahn Nürnberg bedient das Gebiet mit den Haltestellen Gibitzenhof und Dianaplatz auf den Linien 4 und 11.